# Britanska Formula 1
Britanska Formula 1 je dirkaška serija Formule 1, ki je potekala v Združenem kraljestvu. Zaradi glavnega sponzorja serije je pogosto poimenovanje tudi Aurora Formula 1, po podjetju Aurora, ki je sponzoriralo tri od štirih sezon. Med letoma 1978 in 1980 je serijo v veliki meri omogočal razmeroma poceni in zmogljiv motor DFV. Kot v podobnem južnoafriškem prvenstvu, so bili v uporabi predvsem rabljeni dirkalniki Formule 1, na primer Lotusa ali Fittipaldija. Južnoafričanka Desiré Wilson je dobila eno od dirk v sezono 1980 in s tem postala edina ženska, ki je uspela zmagati na dirki Formule 1.

## Prvaki
| Sezona | Uradno ime           | Dirkač            | Dirkalnik              | Pole | Zmage | Stopničke | Najh. krogi | Točke | Razlika (toč) |
| ------ | -------------------- | ----------------- | ---------------------- | ---- | ----- | --------- | ----------- | ----- | ------------- |
| 1978   | Shellsport F1 Series | Tony Trimmer      | McLaren M23-Cosworth   | 4    | 5     | 8         | 5           | 149   | 56            |
| 1979   | Aurora F1 Series     | Rupert Keegan     | Arrows A1-Cosworth     | 5    | 6     | 6         | 4           | 65    | 2             |
| 1980   | Aurora F1 Series     | Emilio de Villota | Williams FW07-Cosworth | 6    | 6     | 9         | 4           | 85    | 33            |
| 1982   | British F1 Series    | Jim Crawford      | Ensign N180-Cosworth   | 2    | 3     | 3         | 4           | 35    | 16            |